# Patagonyk
Patagonyk (Patagonykus) – rodzaj teropoda z rodziny alwarezaurów (Alvarezsauridae) żyjącego w późnej kredzie na terenach Ameryki Południowej. Jego skamieniałości znaleziono w trakcie trwającej w latach 1990–1991 ekspedycji paleontologicznej prowadzonej przez badaczy z Museo Argentino de Ciencias Naturales "Bernardino Rivadavia", Museo Paleontológico "Egidio Furiglio" i Museo Municipal "Carmen Funes". Holotyp patagonyka (PVPH 37) odkryto w argentyńskiej prowincji Neuquén, w osadach ogniwa Portezuelo formacji Río Neuquén, około 22 km na zachód od Plaza Huincul. Obejmuje on dwa niekompletne kręgi tułowiowe, niekompletną kość krzyżową, kości krucze oraz kości kończyn przednich i tylnych. Gatunek typowy rodzaju, Patagonykus puertai, został opisany w 1996 roku przez Fernanda Novasa. Nazwa rodzajowa pochodzi od Patagonii oraz greckiego słowa onyx, oznaczającego „pazur”, natomiast gatunkowa honoruje Pabla Puertę.
Patagonykus był jednym z największych przedstawicieli Alvarezsauridae – na podstawie porównań z mononykiem długość kości udowej holotypu P. puertai oszacowano na 27–30 cm, co sugeruje, że osobnik ten ważył około 35–40 kg. Cały dinozaur mierzył prawdopodobnie nieco poniżej 2 m długości. Kość łokciowa patagonyka cechowała się dużą głową, carpometacarpus jest spłaszczone grzbietowo-brzusznie i czworokątne przy spojrzeniu z góry. Długa i smukła kość łonowa jest skierowana do dołu i ku tyłowi i kończy się masywną stopką łonową.
Patagonykus jest stosunkowo bazalnym przedstawicielem Alvarezsauridae – bardziej zaawansowanym niż alwarezaur i achillezaur i siostrzanym dla kladu Parvicursorinae.